# مات تومسون (مخرج)
مات تومسون (بالإنجليزية: Matt Thompson)‏ هو مخرج أمريكي، ولد في 19 مايو 1984.

## وصلات خارجية
- مات ثومبسون على موقع IMDb (الإنجليزية)
- مات ثومبسون على موقع أول موفي (الإنجليزية)
- مات ثومبسون على موقع قاعدة بيانات الأفلام السويدية (السويدية)
- مات ثومبسون على موقع قاعدة بيانات الفيلم (الإنجليزية)
- مات ثومبسون على موقع كينوبويسك (الروسية)